# Monommata appendiculata
Monommata appendiculata is een raderdiertjessoort uit de familie Notommatidae. De wetenschappelijke naam van deze soort is voor het eerst geldig gepubliceerd in 1898 door Stenroos.